# Trouvans
Trouvans település Franciaországban, Doubs megyében. Lakosainak száma 103 fő (2022. január 1.). Trouvans Rillans, Huanne-Montmartin, Mésandans, Tournans és Verne községekkel határos.

## Népesség
A település népessége az elmúlt években az alábbi módon változott:
| Lakosok száma | 39   | 44   | 44   | 73   | 96   | 103  | 104  | 105  | 104  | 103  |
|               | 1968 | 1982 | 1990 | 2006 | 2013 | 2015 | 2017 | 2019 | 2020 | 2022 |